# Platja de sa Conca (s'Agaró)
La platja de sa Conca és una platja del municipi de Castell d'Aro, Platja d'Aro i s'Agaró (Baix Empordà), situada dins l'entorn urbanitzat de s'Agaró. Limita al nord-est amb un tram de roquissar que comunica amb el Port Marina Port d'Aro, i al sud amb els penya-segats de la urbanització de s'Agaró. Està dividida en dos trams per una formació rocosa que s'endinsa en el mar i que rep el nom d'illot de Sa Conca. El tram de llevant s'anomena cala dels Oriços. Orientada a l'est, té una longitud total de 384 m i una amplada que varia entre els 5 i els 70 m. Formada per sorra molt gruixuda, el pendent d'entrada a l'aigua és molt fort. El fons de l'aigua de sa Conca és sorrenc, mentre que el de la cala dels Oriços és de roques. S'hi accedeix en vehicle per la urbanització privada i a peu pel camí de ronda, que coincideix amb el GR-92.
Disposa de servei de socorrisme, torre de vigilància, dutxes i lavabos. Hi ha lloguer de gandules, 2 guinguetes-bar i una passarel·la d'accés a minusvàlids físics.
L'Agència Catalana de l'Aigua efectua un control setmanal de la qualitat de l'aigua, durant la temporada de bany, amb el resultat d'excel·lent. La platja ha estat distingida amb el distintiu de Bandera Blava, que reconeix internacionalment la qualitat de l'aigua i serveis.